# Clement Tudway
Clement Tudway (1734-1815) est un avocat et homme politique britannique. Il siège à la Chambre des communes pendant 54 ans de 1761 à 1815, étant le père de la Chambre en 1806. 

## Biographie
Il est le fils aîné de Charles Tudway et de sa femme Hannah. Il s'inscrit à Oriel College, Oxford en 1751. En 1752, il entre à Middle Temple en 1752 et est appelé à la barre en 1759. Il épouse Elizabeth Hill, fille de Sir Rowland Hill, 1er baronnet le 7 juin 1762. En 1770, il succède à son père. Il devient enregistreur de Wells et est dix fois maire de Wells . 
Il est élu sans opposition en tant que député de Wells sous le patronage de son père aux élections générales de 1761. Aux élections générales de 1768, il est réélu parce que son père contrôle suffisamment de voix. Il est également réélu député de Midhurst en tant que candidat du gouvernement aux élections générales de 1774, mais décide de siéger à Wells, où il est réélu sans opposition . En 1806, il est le doyen de la Chambre, mais sa mauvaise santé fait qu'il est peu présent . 
Il est décédé alors qu'il est encore député le 7 juillet 1815. Il n'a pas d'enfants avec son épouse Elizabeth . 